# Гребеньовська Стефанія Іванівна
Стефанія Іванівна Гребеньовська (28 лютого 1933, с. Верхня — 29 червня 2002, Бучач) — український медпрацівник, театральний режисер-аматор у Бучачі, лауреат Премії ім. Іванни Блажкевич (2002, посмертно).

## Життєпис
Закінчила Чортківське медичне училище (1950), Київський інститут культури (1980). До 1974 року працювала медсестрою Бучацької центральної районної лікарні.
У 1974—1988 — режисер самодіяльного театру (Бучач). З 1988 року режисер Бучацького зразкового театру юного глядача при районному будинку культури.

### Сім'я
Чоловік — Мирослав Гребеньовський, директор та викладач Бучацької музичної школи. Сини:
- В'ячеслав — музикант, керівник народного аматорського ВІА «Орфей» Бучацького РБК.[2][3]
- Віктор — музикант, звукорежисер, надхненник створення бучацького «АРТ-двору»